# His Dark Materials (televisieserie)
His Dark Materials is een fantasyreeks, gebaseerd op de gelijknamige romanreeks van Philip Pullman. Deze reeks wordt geproduceerd door internationale tak van de BBC, BBC Studios, samen met New Line Cinema en Bad Wolf voor BBC One en HBO, waarbij HBO zorgt voor de internationale distributie.
Het eerste seizoen had  acht afleveringen en ging in het Verenigd Koninkrijk in première op 3 november 2019 op BBC One. In de Verenigde Staten en andere landen zond HBO op 4 november de eerste aflevering uit.
Voor het tweede seizoen, dat in november 2020 in première gegaan is, zijn zeven afleveringen geproduceerd.
Het derde seizoen van de trilogie ging in november 2022 in première.

## Premisse
His Dark Materials speelt zich af in een alternatieve wereld waar elk mens vergezeld wordt door zijn of haar Dæmon. Dit is een wezen met een dierlijk lichaam, dat de belichaming vormt van de ziel en levenslang verbonden blijft met een mens. De serie volgt het leven van de jonge Lyra (Dafne Keen) die wees is en samenwoont met geleerden aan het Jordan College in Oxford. Net als in Pullmans roman ontdekt Lyra een gevaarlijk geheim dat iets te maken heeft met Lord Asriel (James McAvoy) en Marisa Coulter (Ruth Wilson). Op haar zoektocht naar haar vermiste vriend ontdekt Lyra ook een reeks ontvoeringen en die gelinkt zijn aan de mysterieuze substantie genaamd Dust.
Regisseur Otto Bathurst legde uit, dat sommige elementen in de serie gewijzigd zijn ten opzichte van het boek. Dit deed hij om de serie een moderner gevoel te geven in vergelijking met de Victoriaanse fantasie van het origineel.

## Cast

### Hoofdrollen
- Dafne Keen als Lyra Belacqua
- Ruth Wilson als Marisa Coulter
- Anne-Marie Duff als Ma Costa
- Clarke Peters als The Master / Dr. Carne
- James Cosmo als Farder Coram
- Ariyon Bakare als Lord Carlo Boreal
- Will Keen als Father MacPhail
- Lucian Msamati als John Faa
- Gary Lewis als Thorold[3]
- Lewin Lloyd als Roger Parslow
- Daniel Frogson als Tony Costa
- James McAvoy als Lord Asriel
- Amir Wilson als Will Parry

### Bijrollen
- Lin-Manuel Miranda als Lee Scoresby
- Ruta Gedmintas als Serafina Pekkala
- Tyler Howitt als Billy Costa
- Simon Manyonda als Benjamin De Ruyter
- Mat Fraser als Raymond Van Gerrit
- Geoff Bell als Jack Verhoeven
- Georgina Campbell als Adele Starminster
- Ian Gelder als bibliothecaris geleerde Charles
- Patrick Godfrey als Butler[3]
- Philip Goldacre als sub-rector
- Richard Cunningham als Kapelaan
- Morfydd Clark als zuster Clara
- Ian Peck als Cardinal Sturrock
- David Langham als vader Garret
- Ray Fearon als Mr. Hanway
- Omid Djalili als Dr. Lanselius[4]

### Stemacteurs
- Helen McCrory als Stelmaria[5]
- David Suchet als Kaisa[6]
- Cristela Alonzo als Hester
- Kit Connor als Pantalaimon
- Eloise Little as Salcilia[3]
- Phoebe Scholfield als Alicia
- Libby Rodliffe als Lyuba
- Brian Fisher als the Golden Monkey
- Joe Tandberg als Iorek Byrnison

## Première
Op 24 juli 2019 werd aangekondigd dat deze serie in het vierde kwartaal van 2019 in première ging in het Verenigd Koninkrijk en de Verenigde Staten. Op 12 september 2019 werd onthuld dat de serie op 3 november 2019 in première ging op BBC One en de volgende nacht op HBO.